# Callirhipis lagunae
Callirhipis lagunae là một loài bọ cánh cứng trong họ Callirhipidae. Loài này được Schultze miêu tả khoa học đầu tiên năm 1916.